# Primera División de Venezuela 1984
La Temporada 1984 de Primera División fue la vigésima octava edición de la máxima categoría del Fútbol Profesional Venezolano.

## Equipos participantes
| Club                     | Estado           |
| ------------------------ | ---------------- |
| Atlético San Cristóbal   | Táchira          |
| Atlético Zamora          | Barinas          |
| Deportivo Carabobo       | Carabobo         |
| Deportivo Italia         | Distrito Federal |
| Deportivo Portugués      | Distrito Federal |
| Deportivo Táchira        | Táchira          |
| Estudiantes de Mérida    | Mérida           |
| Mineros de Guayana       | Bolívar          |
| Petroleros del Zulia     | Zulia            |
| Portuguesa F.C.          | Portuguesa       |
| Universidad de Los Andes | Mérida           |

## Historia
El torneo se dividió en dos (2) etapas, La Primera Fase de único grupo de once (11) equipos en dos (2) rondas. Los primeros ocho (8) equipos de la etapa clasificaron a la Ronda Final a una única ronda en un "Octagonal".
El campeón fue el Deportivo Táchira Fútbol Club, mientras que un equipo de colonia -el Deportivo Italia- llegó de segundo.  Este torneo fue uno de los últimos en el que los llamados equipos de colonia participaron con importancia: el Deportivo Italia volvió por última vez a destacar en el fútbol venezolano.
Primer goleador: el brasiliano Sergio Meckler (Atlético Zamora), con 15 goles.
Deportivo Táchira Fútbol Club

Campeón

## Primera fase

### Clasificación
|     | Equipo                   | PTS | PJ | PG | PE | PP | GF | GC | DG  |
| --- | ------------------------ | --- | -- | -- | -- | -- | -- | -- | --- |
| 1.  | Deportivo Italia         | 27  | 20 | 10 | 7  | 3  | 26 | 15 | 11  |
| 2.  | Atlético San Cristóbal   | 25  | 20 | 8  | 9  | 3  | 17 | 10 | 7   |
| 3.  | Deportivo Táchira        | 22  | 20 | 9  | 4  | 7  | 25 | 22 | 3   |
| 4.  | Portuguesa F.C.          | 21  | 20 | 8  | 5  | 7  | 33 | 17 | 16  |
| 5.  | Atlético Zamora          | 21  | 20 | 7  | 7  | 6  | 22 | 18 | 4   |
| 6.  | Universidad de los Andes | 21  | 20 | 7  | 7  | 6  | 16 | 13 | 3   |
| 7.  | Estudiantes de Mérida    | 20  | 20 | 7  | 6  | 7  | 17 | 13 | 4   |
| 8.  | Deportivo Portugués      | 20  | 20 | 7  | 6  | 7  | 24 | 24 | 0   |
| 9.  | Deportivo Carabobo       | 18  | 20 | 5  | 8  | 7  | 14 | 17 | -3  |
| 10. | Petroleros del Zulia     | 11  | 20 | 3  | 5  | 12 | 10 | 32 | -22 |
| 11. | Mineros de Guayana       | 11  | 20 | 3  | 5  | 12 | 8  | 33 | -25 |

|  | Clasificados a la Fase Final         |
|  | Desaparece al final de la temporada. |
|  | Play-off de permanencia              |

## Octagonal final

### Clasificación
|    | Equipo                   | PTS | PJ | PG | PE | PP | GF | GC | DG  |
| -- | ------------------------ | --- | -- | -- | -- | -- | -- | -- | --- |
| 1. | Deportivo Táchira        | 21  | 14 | 9  | 3  | 2  | 23 | 11 | 12  |
| 2. | Deportivo Italia         | 19  | 14 | 8  | 3  | 3  | 20 | 13 | 7   |
| 3. | Atlético Zamora          | 19  | 14 | 9  | 1  | 4  | 22 | 17 | 5   |
| 4. | Universidad de los Andes | 17  | 14 | 7  | 3  | 4  | 21 | 11 | 10  |
| 5. | Deportivo Portugués      | 13  | 13 | 6  | 1  | 6  | 15 | 18 | -3  |
| 6. | Atlético San Cristóbal   | 12  | 14 | 4  | 4  | 6  | 9  | 16 | -7  |
| 7. | Estudiantes de Mérida    | 5   | 13 | 1  | 3  | 9  | 7  | 17 | -10 |
| 8. | Portuguesa F.C.          | 4   | 14 | 1  | 2  | 11 | 6  | 10 | -14 |

|  | Campeón, clasificado para la Copa Libertadores 1985.    |
|  | Subcampeón, clasificado para la Copa Libertadores 1985. |
|  | Desaparece al final de la temporada.                    |

## Play-off de permanencia
Mineros de Guayana equipo que quedó de 11, disputó un play-off de permanencia contra el subcampeón de segunda : el Atlético Anzoátegui
| 28 de noviembre de 1984 | Mineros de Guayana | 1:0 | Atlético Anzoátegui |  |  |